# Miesbach

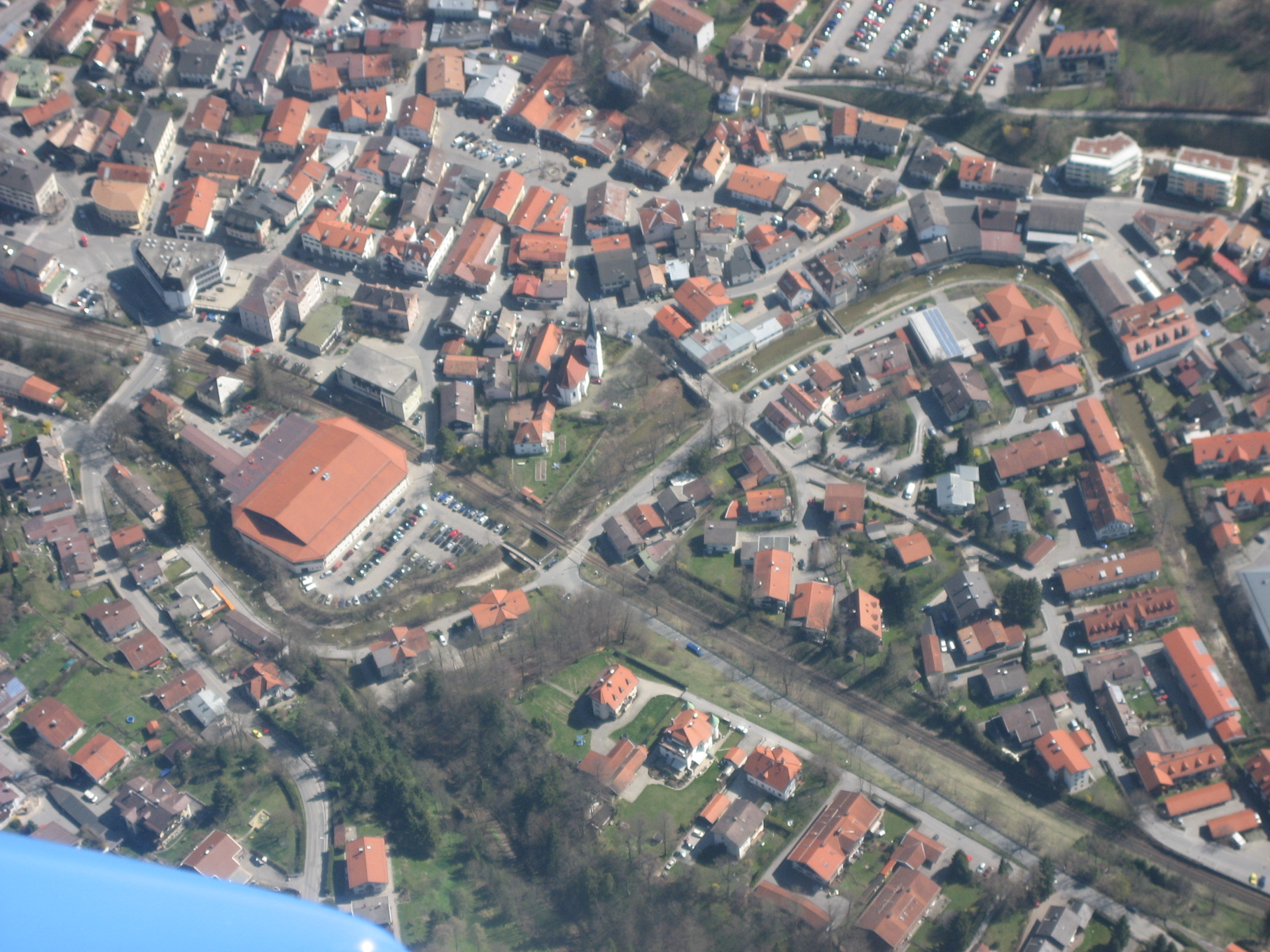
Luftbild von Miesbach

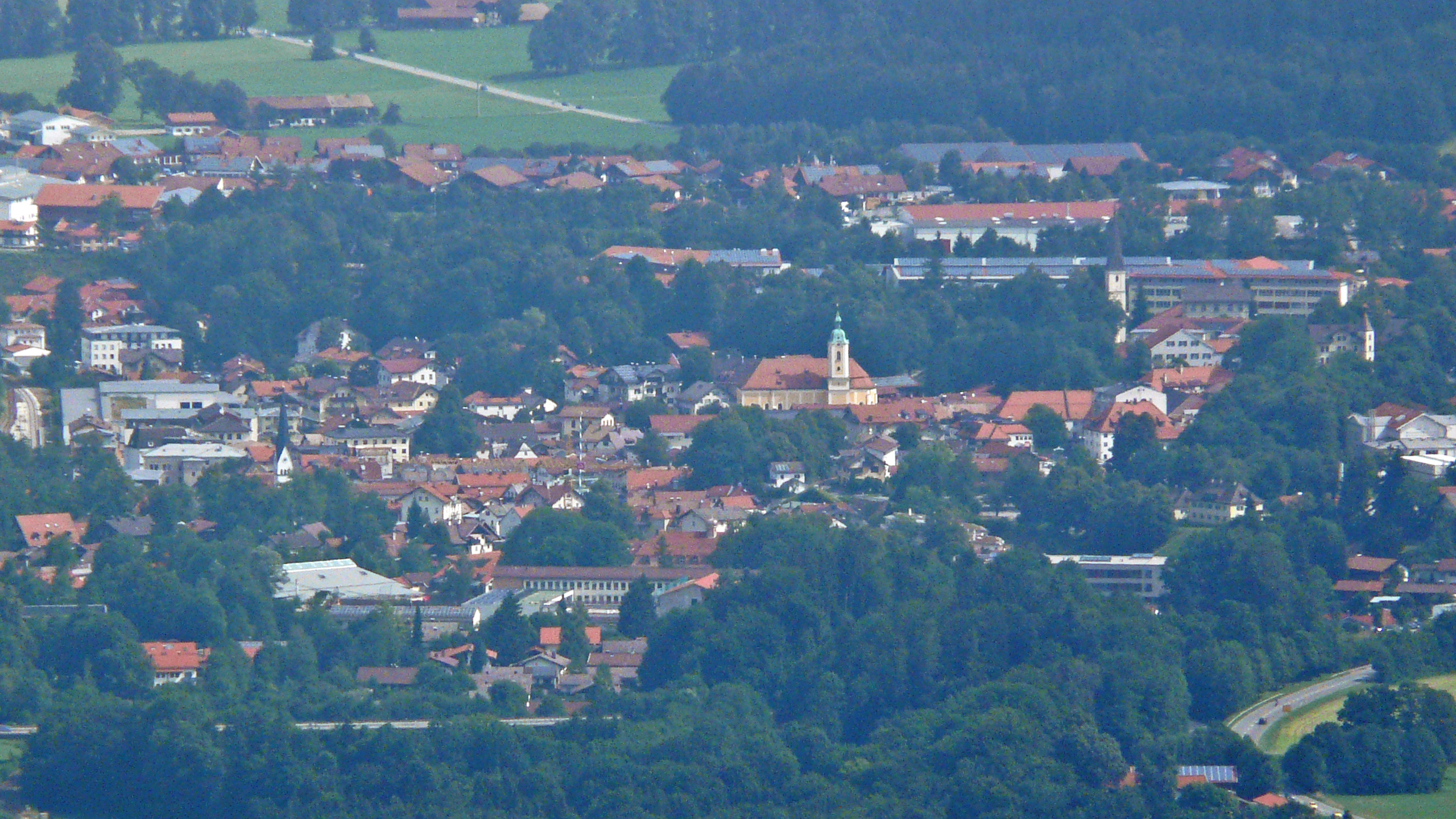
Miesbach von Süden

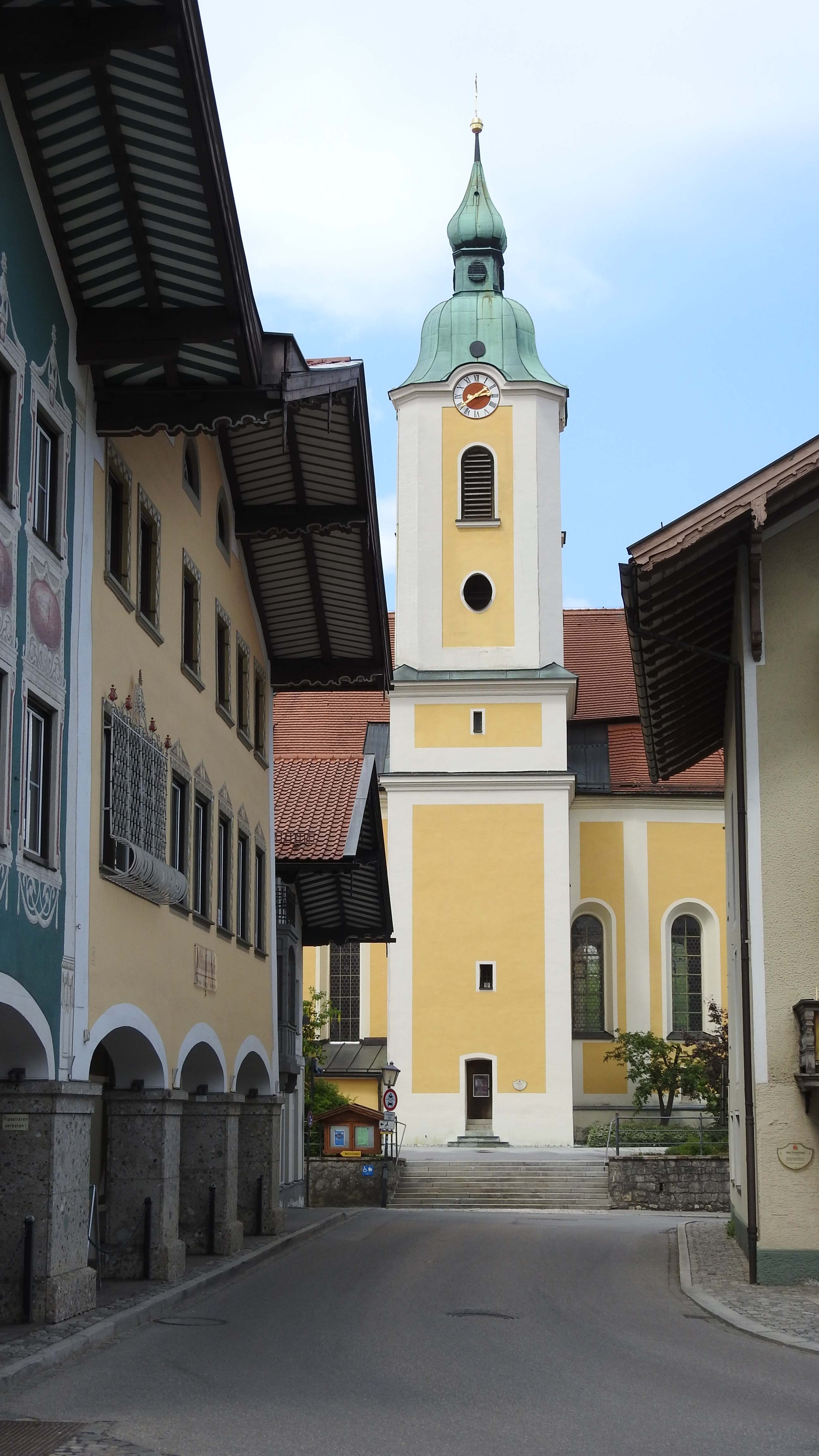
Stadtpfarrkirche Miesbach

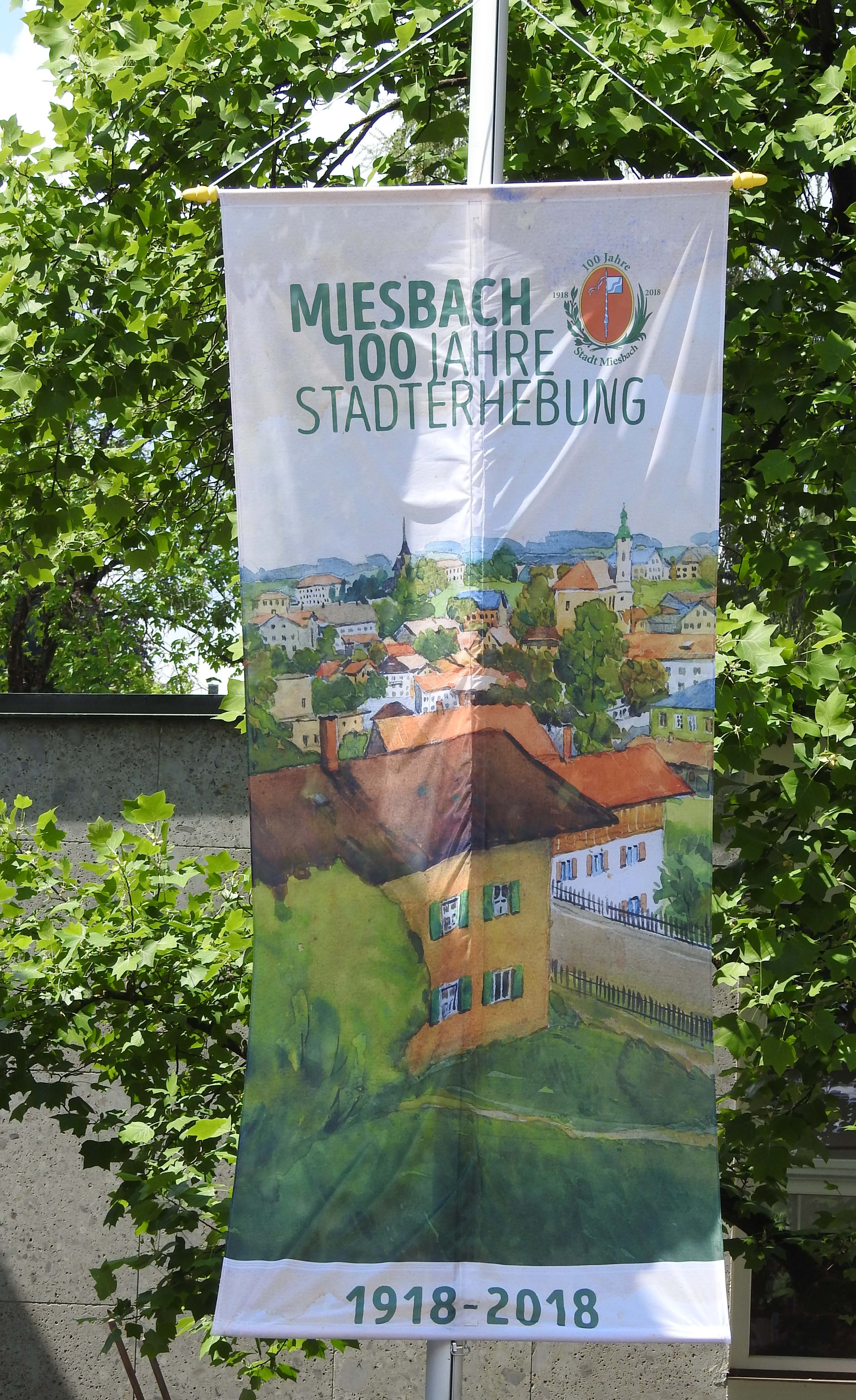
Stadtjubiläum Miesbach 2018

Miesbach (bairisch: Miaschboch) ist die Kreisstadt des gleichnamigen Landkreises im Regierungsbezirk Oberbayern. Sie ist mit ca. 12.500 Einwohnern die kleinste Kreisstadt in Oberbayern und mit rund 700 m ü. NHN eine der höchstgelegenen Kreisstädte Deutschlands.

## Geographie

### Lage
Die Stadt liegt in der Region Oberland, direkt am Rand der Bayerischen Alpen, 45 km südöstlich von München, 30 km westlich von Rosenheim und 22 km östlich von Bad Tölz im Tal der Schlierach.

### Gemeindegliederung
Die Gemeinde hat 78 Gemeindeteile (in Klammern ist der Siedlungstyp angegeben):
- Aigner (Einöde)
- Anger (Dorf)
- Au (Dorf)
- Auerhof (Einöde)
- Bach (Einöde)
- Bärenschütz (Einöde)
- Baumer (Weiler)
- Baumgartner (Einöde)
- Baumstingl (Einöde)
- Bemberg (Weiler)
- Berghalde (Siedlung)
- Bergham (Dorf)
- Birkner (Weiler)
- Brandhof (Einöde)
- Bucher (Einöde)
- Eberl (Einöde)
- Ed (Einöde)
- Frauenhof (Einöde)
- Gasteig (Einöde)
- Gieshof (Einöde)
- Grießer (Dorf)
- Großthal (Weiler)
- Haidmühl (Dorf)
- Halmer (Einöde)
- Harzberg (Dorf)
- Harztal (Dorf)
- Haselsteig (Einöde)
- Hinterloher (Einöde)
- Hof (Einöde)
- Hofwies (Weiler)
- Höger (Einöde)
- Hohenlehen (Einöde)
- Holzer (Einöde)
- Jägerbauer (Einöde)
- Kalchöd (Weiler)
- Klafflehen (Einöde)
- Kleinthal (Dorf)
- Köpferl (Einöde)
- Krauthof (Einöde)
- Lehen (Einöde)
- Leitzach (Dorf)
- Lichtenau (Einöde)
- Loferer (Einöde)
- Miesbach (Hauptort)
- Mühlau (Dorf)
- Müller am Baum (Fabrik)
- Oberhof (Einöde)
- Oberhöger (Einöde)
- Oberlinner (Einöde)
- Parsberg (Pfarrdorf)
- Plutzer (Einöde)
- Potzenberg (Dorf)
- Rain (Einöde)
- Ratzenlehen (Einöde)
- Rauscher (Einöde)
- Reinsberger (Einöde)
- Reit (Einöde)
- Schönberg (Einöde)
- Schopf (Weiler)
- Schopfgraben (Siedlung)
- Schweinthal (Weiler)
- Seestaller (Einöde)
- Segenhaus (Einöde)
- Siebzger (Einöde)
- Stadlberg (Einöde)
- Steinberg (Einöde)
- Stoib (Einöde)
- Straß (Weiler)
- Sulzgraben (Einöde)
- Thalhammer (Einöde)
- Unterhöger (Einöde)
- Unterlinner (Einöde)
- Unterwartbichl (Einöde)
- Voglsang (Einöde)
- Wachlehen (Dorf)
- Walch (Einöde)
- Wallenburg (Einöde)
- Winkl (Einöde)

Außerdem gibt es einige Einöden, die einen nicht-amtlichen Ortsnamen tragen und keine eigenständigen Gemeindeteile von Miesbach sind. Daher wird die Bevölkerungsentwicklung dort nicht gesondert erfasst:
- Briefer (Einöde)
- Buchermann (Einöde)
- Wiedmoos (Einöde)

Gemarkungen sind Hausham (nur Gemarkungsteil 1), Miesbach, Niklasreuth (nur Gemarkungsteil 2), Parsberg (nur Gemarkungsteil 1), Wies und Wörnsmühl (nur Gemarkungsteil 2).

### Nachbargemeinden
|                    | Weyarn                                      |             |
| Warngau            | Kompassrose, die auf Nachbargemeinden zeigt | Irschenberg |
| Gmund am Tegernsee | Hausham                                     | Fischbachau |

### Topographie
Die Innenstadt gliedert sich auf drei unterschiedlich hoch gelegenen Flussterrassen des Schlierachtals:
Höhenlage:
- 688,85 m ü. NHN (Höhenmarke Rathaus)
- 687,34 m ü. NHN (Höhenmarke Marktplatz)
- 696,86 m ü. NHN (Höhenmarke Stadtplatz)
- 712,23 m ü. NHN (Höhenmarke Amtsgericht)
- 908,16 m ü. NHN (Höhenmarke ehem. Stadlberghaus)
- 924 m ü. NHN Stadlberg
- Höhendifferenz Rathaus/Stadlberg = 235,15 m

Auf der untersten Ebene befinden sich der historische Marktplatz, das Rathaus, Eissporthalle und der Bahnhof. Rund 9 bis 10 Meter höher liegen in östlicher Richtung der Stadtplatz, die Pfarrkirche und der älteste Teil der historischen Altstadt. Nochmals 10 bis 15 Meter höher liegen auf der obersten, weitgehend ebenen Flussterrasse die gesamte östlich angrenzende neuere Innenstadt mit dem Gewerbegebiet, der Ortsdurchfahrt der Bundesstraße 307, dem Polizeigebäude und der Waitzinger Keller – Kulturzentrum Miesbach. Diese topographische Besonderheit führt zu einer reizvoll gegliederten Altstadt mit oberem und unterem Markt.

### Natur
Folgende Schutzgebiete berühren das Stadtgebiet:
- Landschaftsschutzgebiet Schutz der Egartenlandschaft um Miesbach (LSG-00550.01)
- Fauna-Flora-Habitat-Gebiet Leitzachtal (8237-371)
- Fauna-Flora-Habitat-Gebiet Mangfalltal (8136-371)

## Geschichte

### Bis zum 17. Jahrhundert
1114 erfolgte die erste Erwähnung Miesbachs in einer Urkunde des Bischofs Heinrich I. von Freising und Abt Aribo von Tegernsee. Vermutlich noch unter den Freisinger Bischöfen erhielt der Ort im 13. Jahrhundert das Marktrecht. 1312 gelang den Waldeckern mit der Zerstörung der Burg Miesbach der erste Schritt zur Ablösung des Gebietes vom Bistum Freising.
„Das älteste Kirchlein zu Miesbach befand sich vermutlich innerhalb der Mauern der Burg Miesbach und wurde mit dieser im Jahr 1312 zerstört. Auch an der Stelle des heutigen Portiunkulakirchleins befand sich eine uralte Kapelle, und dass im 14. Jahrhundert dahier auf dem Rosenbüchel eine Kirche bestanden habe, ergibt sich aus Meßstiftungen dorthin“, schreibt Prälat Heimbucher 1882 in seiner „Geschichte Miesbachs“.
Die endgültige Anerkennung als Reichslehen erfolgte 1476 durch Kaiser Friedrich III. 1516 gelangte die Reichsherrschaft Waldeck an die Familie Maxlrain. 1527 wurde bei einem Stadtbrand die Kirche so stark zerstört, dass sie abgetragen werden musste. 1584 beendete der bayerische Herzog Wilhelm V. die von Wolf Dietrich von Maxlrain seit um 1560 geförderte Reformation mit einer Handelssperre. Im Januar 1637 erhob Kaiser Ferdinand II. Waldeck zur Grafschaft Hohenwaldeck. Nach dem Aussterben der Maxlrainer kam Hohenwaldeck an die Wittelsbacher, die es als gesonderten Teil in das Kurfürstentum integrierten.

### Rolle als Wallfahrtsort
Im 17. und 18. Jahrhundert erlebte Miesbach eine Blütezeit durch die Wallfahrt zur Schmerzhaften Muttergottes und durch das Kunsthandwerk. 1783 wurde bei einem erneuten Stadtbrand fast der gesamte Markt zerstört. Einzig das Gürtlerhaus (Stadtplatz 9) und der Himmisepp (Marktwinkl 10) sind dabei nicht abgebrannt. 1803 wurde die Grafschaft Hohenwaldeck aufgelöst und in ein Landgericht umgewandelt, dessen Nachfolger der heutige Landkreis Miesbach ist. Nachdem bereits seit dem Ende des 16. Jahrhunderts Bürgermeister und Räte verbürgt sind, entstand die Gemeinde mit dem Gemeindeedikt von 1818 im Zuge der Verwaltungsreformen im Königreich Bayern.

### Tracht
Die bayerische Trachtenbewegung hat ihre Wiege in Miesbach. Die Miesbacher Tracht wurde in der Folge zum Synonym für bayerische Tracht schlechthin. Am 4. April 1859 entstand der Vorläufer des heutigen Miesbacher Trachtenvereins, die „Gesellschaft Gemüthlichkeit“. Den Forschungen des ehemaligen Miesbacher Bürgermeisters Gerhard Maier zufolge war diese die erste vereinsmäßige Organisation, die sich um den Erhalt der heimischen Tracht bemühte. Der erste Verein, der das Wort „Tracht“ im Namen führte, entstand jedoch in den 1880er Jahren in Bayrischzell. Miesbach ist Sitz des Oberlandler Gauverbandes im Bayerischen Trachtenverband mit rund 50 Trachtenvereinen.

### Miesbacher Haberfeldtreiben
Als Kulmination bayerischer Volksjustiz (Rügegericht) gilt eine 1893 mit über 200 Beteiligten durchgeführte Miesbacher Aktion, genannt „Miesbacher Haberfeldtreiben“.

### Wirtschaftliche Aspekte
Von Ende der 1840er Jahre bis 1911 wurde in Miesbach Pechkohle gefördert. Schon vorher war das Vorkommen bekannt, weil immer wieder Stücke an die Oberfläche kamen. Zu ihrer Förderung wurde erst am heutigen Standort des Eisstadions der 34 Meter tiefe Knorrschacht eingerichtet, welcher 1892 durch den 148 Meter tiefen Neuen Schacht im Norden von Miesbach abgelöst wurde. Mit einer jährlichen Förderung von 60.000 Tonnen war das Bergwerk das kleinste Bergwerk der Oberkohle AG, welche auch in Hausham und Penzberg Bergwerke betrieb. Durch das Bergwerk erhielt Miesbach schon 1861 Eisenbahnanschluss.
Am 16. September 1882 war Miesbach Ausgangspunkt einer 57 Kilometer langen auf Holzmasten verlegten Gleichstromleitung nach München. Miesbach wurde als Ort der Übertragung ausgewählt, weil das (1911 aufgelassene) Bergwerk in technischer Hinsicht führend war. Mit Dampfmotor zum Antrieb wurde per Freileitung eine Gleichspannung von 1343 Volt in den Münchner Glaspalast übertragen. Mittels elektrischer Pumpe wurde ein künstlicher Wasserfall erzeugt. Damit wurde gezeigt, dass elektrische Energie über große Distanzen übertragen werden kann. Diese von Oskar von Miller und Marcel Depréz präsentierte Neuerung war die weltweit erste Kraftstromübertragung über eine derart weite Strecke.
Bedeutung hat Miesbach seit alters her als ein wichtiges Zentrum der Viehzucht. Schon 1837 hatte der Gmunder Wirt Max Obermayr mit der Zucht des Miesbacher Fleckviehs begonnen. Als 1892 der Zuchtverband für oberbayerisches Alpenfleckvieh entstand, war er erst der zweite seiner Art. Noch heute sind die Viehmärkte in der Oberlandhalle von überregionaler Bedeutung.

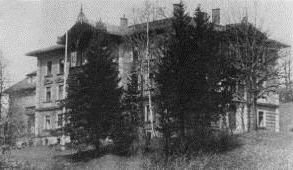
Historisches Bild der Wirtschaftlichen Frauenschule, später Landfrauenschule in Miesbach, 1930er Jahre

### Frauenbildung
1908 wurde eine in Geiselgasteig auf Initiative von Ida von Kortzfleisch gegründete Reifensteiner Schule nach Miesbach verlegt und dort im ehemaligen Bergwerksdirektionsgebäude aufgenommen. Die für die Frauenbildung in Bayern wichtige Schule wurde mit dem Fehrhof, einem landwirtschaftlichen Musterbetrieb erweitert und gab unter anderem Anlass für das Bayerische Kochbuch. Damals war es um die Kochkunst in Bayern nicht sehr gut bestellt, was die Schriftstellerin Carry Brachvogel dazu veranlasste, in einem Prospekt für die Wirtschaftliche Frauenschule die Notwendigkeit von Kochkursen zu betonen:

„Dann wird Bayern seinen fest begründeten Ruf schlechter Küche verlieren und auch die breitesten Schichten werden lernen, dass es auch jenseits von Knödel und Einbrenne sehr bemerkenswerte kulinarische Provinzen gibt.“

Die Miesbacher Wanderlehrerinnen, oft sogenannte höhere Töchter, kamen mit mobiler Kochausrüstung in die Dörfer und unterrichteten Kochen und Hauswirtschaft. Die entsprechende Schultradition wird vom Miesbacher Berufsbildungszentrum weitergeführt.

### Nach der Stadterhebung 1918
1918 wurde Miesbach durch König Ludwig III. zur Stadt erhoben. Bekanntheit erlangte der Ort wenig später mit den nationalistischen Artikeln des Miesbacher Anzeigers.
Wie schon im Ersten Weltkrieg, war Miesbach ab 1940 wieder Garnisonstadt. Am 2. Mai 1945 wurde die Stadt kampflos an die Amerikaner übergeben. Noch am Vortag gab es Auseinandersetzungen couragierter Bürger mit der SS. Diese hatte vorgesehen, in einer sinnlosen Tat die zentrale Johannisbrücke über die Schlierach zu sprengen, was weite Teile der Innenstadt in Mitleidenschaft gezogen hätte.
Im Jahr 1997 wurde das lange umstrittene Kulturzentrum Waitzinger Keller eröffnet.
Am 25. Mai 2009 erhielt die Stadt den von der Bundesregierung verliehenen Titel Ort der Vielfalt.

### Eingemeindungen
Im Zuge der Gebietsreform in Bayern wurden am 1. Mai 1978 die Gemeinde Wies und Gebietsteile der aufgelösten Gemeinden Parsberg (Hauptteil) und Niklasreuth eingegliedert. Die Nachbargemeinde Hausham trat Gebietsteile mit etwa 500 Einwohnern an Miesbach ab.

Einwohnerentwicklung von Miesbach von 1967 bis 2016

### Einwohnerentwicklung
Zwischen 1988 und 2018 wuchs die Stadt von 9.770 auf 11.562 Einwohner bzw. um 18,3 %.
| Einwohner | 8.525 | 8.943 | 9.571 | 10.122 | 10.545 | 10.927 | 11.251 | 11.137 | 10.998 | 11.382 | 11.477 |

* Datengrundlage 1961, 1970, 1987 und 2011: Volkszählung

## Religionen

### Konfessionsstatistik
Gemäß dem Zensus 2011 waren 11,3 % der Einwohner evangelisch, 58,0 % römisch-katholisch und 30,7 % konfessionslos, gehörten einer anderen Glaubensgemeinschaft an oder machten keine Angabe. Der Anteil der Protestanten und Katholiken an der Gesamtbevölkerung ist seitdem gesunken. Zum Jahresanfang 2023 hatte Miesbach 12.538 Einwohner, davon 43,2 % Katholiken und 8,7 % Protestanten, während 48,1 % entweder einer anderen oder gar keiner Glaubensgemeinschaft angehörten. Zum Jahresanfang 2024 waren von den Einwohnern 42,1 % Katholiken und 8,1 % Protestanten, während 49,8 % entweder einer anderen oder gar keiner Glaubensgemeinschaft angehörten.

### Geschichte
Im Gegensatz zu den meisten anderen Gemeinden Altbayerns verfügt Miesbach über eine wechselvolle Religionsgeschichte. So war Miesbach als Teil der Herrschaft Waldeck seit der Mitte des 16. Jahrhunderts unter Wolf Dietrich von Maxlrain ein Zentrum des Protestantismus im südlichen Bayern. 1584 zur Rekatholisierung gezwungen, musste der katholische Glaube noch bis zum Beginn des 17. Jahrhunderts durch die Missionstätigkeit der Franziskaner (OFM) von Tölz gefestigt werden. Seit dem ausgehenden 17. Jahrhundert entwickelte sich Miesbach zu einem überregional bekannten Wallfahrtsort zur Muttergottesfigur der Stadtpfarrkirche. Auf dem Höhepunkt dieser Zeit verlieh Papst Innozenz XIII. dem Gnadenbild den Titel „Mater dolorosa, miraculis gloriosa“. Sein Nachfolger Benedikt XIII. schenkte zudem der Gemeinde die Gebeine des Hl. Maurus, die bis vor kurzem in der Kirche aufbewahrt wurden. Weitum bekannt wurde Miesbach in dieser Zeit durch die ungewöhnlich große (112 Abteilungen) und prachtvolle Fronleichnamsprozession, deren Glanz von kaum einem anderen Ort im damaligen Bayern übertroffen wurde. Zeitweise fanden zudem auch Passionsspiele statt. Miesbach ist Dekanatssitz des Erzbistums München und Freising. 

### Evangelisch-lutherisch
Eine evangelische Gemeinde konnte sich erst wieder seit der Mitte des 19. Jahrhunderts bilden und ist neben der Gemeinde in Tegernsee die älteste im Landkreis. Die evangelische Gemeinde in Miesbach besitzt die Apostelkirche mit einem Gemeindehaus im Stadtzentrum.

### Sonstige Religionen
Miesbach hat eine neuapostolische Gemeinde mit Kirche und eine islamische Gemeinschaft. In den Jahren 2005 bis 2007 wurde eine Moschee im osmanischen Baustil errichtet. Mit einer Rundkuppel bedeckt, stellt sie das Zentrum des islamischen Glaubens in Miesbach und Umgebung dar. Im Anbau daran befindet sich das Kulturzentrum des Türkisch-Islamischen Kulturvereins Miesbach, das eine offene Begegnungsstätte zwischen den Kulturen darstellt. Auch Jehovas Zeugen sind in Miesbach vertreten.

## Politik

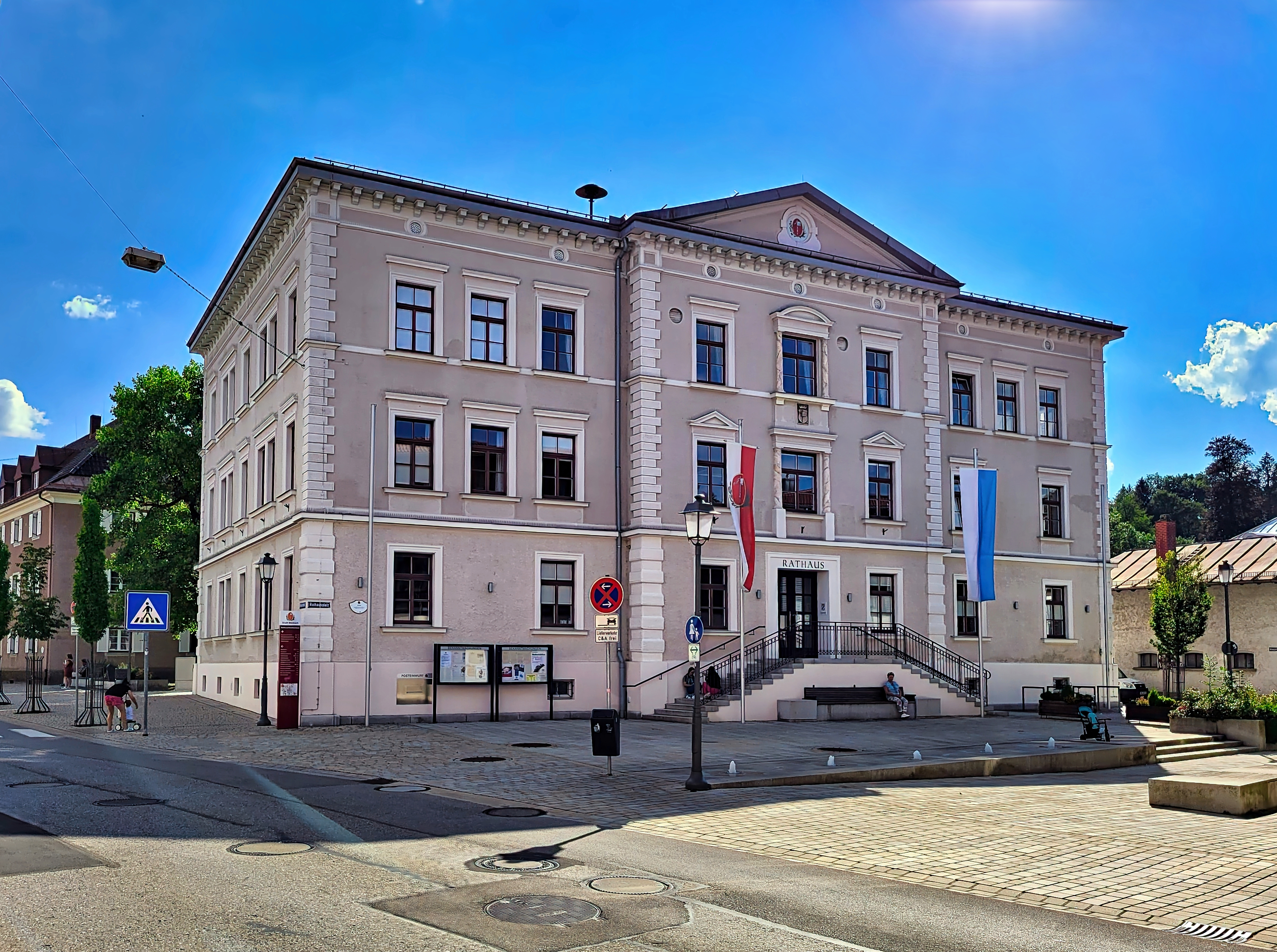
Rathaus Miesbach

### Stadtrat und Bürgermeister
Die vergangenen Kommunalwahlen führten zu den folgenden Sitzverteilungen im Stadtrat:
| Partei / Liste | 2014 | 2020 |
| -------------- | ---- | ---- |
| CSU            | 9    | 10   |
| FW             | 5    | 5    |
| Grüne          | 3    | 4    |
| SPD            | 6    | 4    |
| FDP            | 1    | 1    |
| Gesamt         | 24   | 24   |

Erster Bürgermeister ist seit Mai 2020 Gerhard Braunmiller (CSU). Dieser setzte sich in der Stichwahl am 29. März 2020 mit 51,84 % gegen Walter Fraunhofer (Parteilos) durch. Seine Vorgänger waren Ingrid Pongratz (CSU) von 2003 bis 2020, Gerhard Maier (CSU) von 1993 bis 2003, Konrad Schweinsteiger (SPD) von 1990 bis 1993 und Hans Schuhbeck (SPD) von 1970 bis 1990. Weit über die Stadtgrenzen war Bürgermeister Rudolf Pikola (SPD) als Schriftsteller und Heimatforscher bekannt, der 1960–1970 das Amt innehatte.
Stellvertreter sind Astrid Güldner (Grüne) als 2. Bürgermeisterin und Franz Mayer (CSU) als 3. Bürgermeister.

### Gemeindepartnerschaften
- Miesbach ist seit Oktober 2020 mit der südfranzösischen Gemeinde Marseillan im Département Hérault verbunden.[28]

### Wappen
| Wappen Stadt Miesbach | Blasonierung: „In Rot an einer von Silber und Blau schräglinks gebänderten Stange (Turnierlanze) eine Standarte mit zwei fliegenden blau-silbernen Bändern, das Tuch dreimal wellenförmig von Silber und Blau schräglinks geteilt und mit einer goldenen Borte eingefasst“ |
| Wappen Stadt Miesbach | Wappenbegründung: Das Standartentuch (Wimpel, Lanzenlatz) leitet sich vom Stammwappen der Herren von Maxlrain ab, die einen dreimal wellenförmig von Silber und Schwarz schräglinks geteilten Schild führten. Sie übernahmen nach dem Aussterben der Waldecker 1483, an die die Turnierlanze erinnert, der nachfolgenden Höhenrainer (bis 1487) und Sandizeller 1516 die Reichsgrafschaft Hohenwaldeck mit dem Hauptort Miesbach. Die abgeänderte Tingierung in der Fahne gemäß den bayerischen Landesfarben Silber und Blau weist auf den Übergang Miesbachs mit Hohenwaldeck nach dem Aussterben der Maxlrainer im Jahr 1734 an das Haus Wittelsbach hin. Miesbach hatte vor der Wappenverleihung durch den bayerischen König Maximilian I. Joseph am 3. September 1812 kein eigenes Wappen. Aus dem Waldecker Wappen („In Silber ein unten gestümmelter roter Falke über zwei schräggekreuzten roten Stäben.“) sind die Stadtfarben Silber und Rot entnommen. Der meist ovale Wappenschild wird von einem Lorbeer- und Palmenzweig umrahmt. |

## Kultur und Sehenswürdigkeiten
Miesbach ist ein Zentrum der bayerischen Brauchtumspflege und der Volkstracht (sehr bekannt durch die „Miesbacher Tracht“). Im 17. und 18. Jahrhundert erlangte der Ort Bedeutung durch die Wallfahrt zur Schmerzhaften Muttergottes und wegen seines Kunsthandwerks. Er ist ein früheres Zentrum des Haberer-Wesens.

### Sehenswert

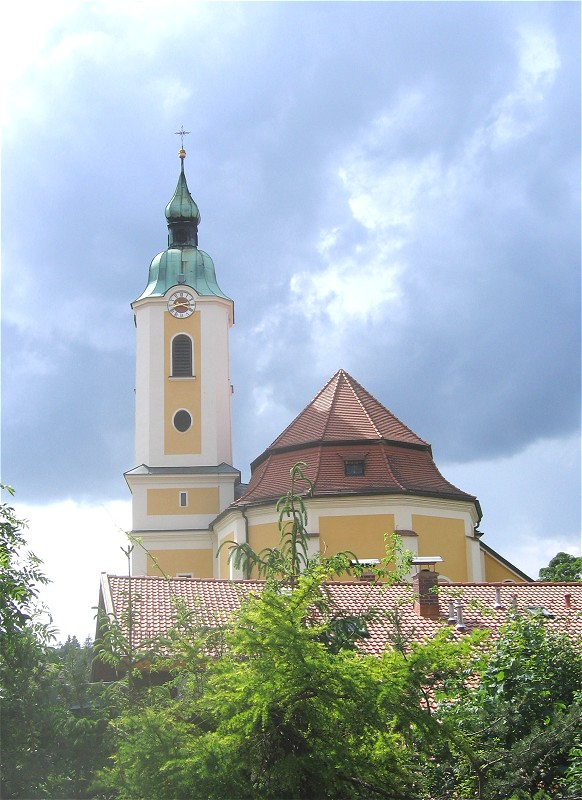
Stadtpfarrkirche
Mariä Himmelfahrt

- Die historische Altstadt mit Stadtplatz, Marienplatz und Marktplatz ist die Hauptsehenswürdigkeit Miesbachs und steht unter Ensembleschutz. Innerhalb dieses Ensemblesschutzbereichs befinden sich zahlreiche Baudenkmäler. Der obere Stadtplatz und der Marktplatz mit seinen angrenzenden kleinen Gassen und Plätzen bis zum Marienplatz stellt ein Altstadtensemble von hohem städtebaulichem Reiz und Wert dar. Hinzu kommen die exponierte Lage der Stadtpfarrkirche und die Ledererstraße mit zahlreichen Baudenkmälern. Die Blickbeziehungen von erhöhten Lagen auf die Altstadt, der Wasserlauf der Schlierach mit begleitendem Grün und der teilweise vorhandene wertvolle Baumbestand ergänzen das prächtige Stadtbild.
- Der wichtigste Sakralbau ist die katholische Stadtpfarrkirche Mariä Himmelfahrt (ehemals auch Wallfahrtskirche), die nach dem Stadtbrand von 1783 bis 1786 von Johann Baumgartner in frühem Klassizismus wiederaufgebaut wurde. Nach verschiedenen, teils glücklosen Umgestaltungen enthält sie heute eine spärliche Einrichtung aus dem alten Bestand, darunter die wertvolle lebensgroße Kreuzigungsgruppe mit der barocken Wallfahrtsmadonna aus dem Jahr 1665 von Johannes Millauer und dem bewegenden Corpus Christi von Roman Anton Boos. Unter dem Chor liegt die nicht zugängliche Gruft des Geschlechtes der Maxlrainer.
- Über der Altstadt thronen im Osten das schlichte Schloss (1611, heute Vermessungsamt) und die katholische Kirche St. Franziskus (Portiunkulakirche). Das Schloss der Grafen von Maxlrain wurde im Jahre 1611 errichtet. Seit 1734 war es kurfürstliches Schloss und Pfleghaus, 1745 wurden die beiden Ecktürme abgebrochen. 1759 wurde die Kapelle angebaut und im 19. Jahrhundert das Dach vereinfacht. Im Inneren sind Reste historischer Ausstattung vorhanden. St. Franziskus wurde 1659 als frühbarocker Zentralbau erbaut. Im Inneren eine seltene nazarenische Innengestaltung von Alois Dirnberger, teilweise nach Entwürfen von Carl Theodor von Piloty. Neben der Kirche befindet sich das ehemalige Kloster der Armen Schulschwestern.
- Im Stadtzentrum finden sich die evangelische Apostelkirche (1908–1911) mit Jugendstilelementen und dem ehem. Altargemälde von Fritz Freund.
- Die Plätze der Altstadt sind mit Brunnen geziert, darunter am Stadtplatz der monumentale Michaelsbrunnen von Bernhard Bleeker, der 1905 zum 200-jährigen Gedenken an die Sendlinger Mordweihnacht von 1705 aufgestellt wurde. Am Marktplatz erhebt sich der Maibaum mit bemalten Zunftzeichen (P. E. Rattelmüller).
- An Baudenkmälern reich, seien erwähnt der stattliche Gasthof Waitzinger (Außenfresko Schmerzhafte Gottesmutter von Miesbach), das Kulturzentrum Waitzinger Keller (1876/77) mit Jugendstilsaal von 1906, das Vereinsheim des Heimat- und Volkstracht-Erhaltungsvereins (Trachtenhütte) mit Außenfresko von Kunstmaler Sepp Stallhofer, alten Gedenktafeln am Eingang, großem Feldkreuz im Außenbereich sowie die neu errichtete Freilichtbühne mit Theaterstadel im Waitzinger-Park, das Heimatmuseum (Waagstraße 2, z. Zt. nur für Gruppen zu besichtigen und in Umstrukturierung begriffen – hier wird unter anderem die berühmte Gotzinger Trommel verwahrt, eines der wenigen Erinnerungsstücke an die Sendlinger Mordweihnacht), das ehemalige Städtische Krankenhaus (1912) mit altem Park und Grotte, das trotz guter Bausubstanz und Denkmalcharakter von Abbruch bedroht ist, und die Villa Fohr (um 1860), das Geburtshaus des Malers Christian Schad.
- Außerhalb der Kernstadt ist Miesbach von einer malerischen bäuerlichen Haglandschaft in den Ortsteilen Wies und Parsberg umgeben. Sie erstreckt sich bis auf den Stadlberg, der mit 924 Metern die höchste Erhebung im Stadtgebiet ist und einen weiten Ausblick in das Mangfallgebirge, ins Inntal und bis nach München bietet.
- Im Ortsteil Parsberg ist die katholische Pfarrkirche St. Laurentius (1724) mit beeindruckenden Barockmalereien und schöner Einrichtung erwähnenswert. Sehenswert ist auch das Schloss Wallenburg, der ehemalige Sitz der Grafen von Hohenwaldeck, das sich heute als nobel-schlichter Bau aus dem 17. Jahrhundert darstellt. Seine Zufahrten durch alte Alleen und sein bisher noch ungestörtes Umfeld machen es zu einem sehenswerten Ausflugsziel. Im Inneren, das nur bei Veranstaltungen zugänglich ist, befindet sich der Hauptsaal mit Stuckaturen von Johann Baptist Zimmermann.

### Kultureinrichtungen
- Christian-Schad-Archiv
- Heimatmuseum
- Kulturhaus zur Goldenen Parkbank[30] (Selbstverwaltetes Jugendzentrum)
- Kulturzentrum Waitzinger Keller
- Stadtbücherei
- Stadtarchiv (größtes und bedeutendstes kommunales Archiv des Landkreises)
- Zentralarchiv der Bayerischen Gebirgsschützen

### Sport
Schon bald nach den Anfängen der Sportbewegung im 19. Jahrhundert entstanden die ersten Gruppen, die vereinsmäßig Sport betrieben. Der älteste Sportverein ist der TV Miesbach, gegründet im Jahr 1863. Heute finden sich in der Stadt Sportvereine aus fast allen Bereichen. Bekannt waren die beiden Fußballvereine des Ortes, der 1. FC Miesbach (gegründet 1924), der in der Bezirksoberliga spielte, und der ASV Miesbach (1912 gegründet als ATSV, A-Klasse). Die Vereine fusionierten im Mai 2015 zum SV Miesbach, der in der Bezirksliga Ost spielt. Die am Ort bedeutendsten Wintersportvereine sind der TEV Miesbach (gegründet 1928) in der Eishockey-Bayernliga, der SC Miesbach (gegründet 1949) und die Sparte Rennrodeln im SV Miesbach.
Sportstätten
- Eishalle
- Warmbad mit medizinischen Bädern
- Sportpark Schlierachtal
- Schießstätte der Gebirgsschützen
- Schießstätte der kgl. priv. Feuerschützengesellschaft
- Sportplätze des SV Miesbach und SV Parsberg
- Turnhalle des TV Miesbach
- Bikepark des TV Miesbach

## Miesbach als Drehort
Wegen seines kleinstädtischen Charakters und seines ländlichen Umfeldes ist Miesbach häufig Kulisse für Film- und Fernsehproduktionen. Ein jüngeres Projekt entstand im September 2007, als hier der Vilsmaier-Film Die Geschichte vom Brandner Kaspar mit Franz Xaver Kroetz als Brandner Kaspar und Michael Bully Herbig als Boandlkramer gedreht wurde. Der Film kam im Oktober 2008 in die deutschen Kinos. Frühere Produktionen sind die Serien Spannagl & Sohn (mit Walter Sedlmayr in der Hauptrolle), Der Gerichtsvollzieher (Hauptrolle Jörg Hube) und Ein Bayer auf Rügen (mit Wolfgang Fierek). Der Filmemacher Marcus H. Rosenmüller, die Schauspieler Ferdinand Hofer und Ben Blaskovic sowie der Kabarettist Claus von Wagner besuchten das staatliche Gymnasium Miesbach.

## Wirtschaft und Infrastruktur
Wohnen und Arbeiten sind in Miesbach ausgeglichen. 2018 waren laut amtlicher Statistik 4860 Einwohner sozialversicherungspflichtig beschäftigt, gleichzeitig gab es in der Stadt 5184 sozialversicherungspflichtige Arbeitsplätze. Davon waren keine in der Land- und Forstwirtschaft, 1506 im produzierenden Gewerbe, 1295 im Bereich Handel, Verkehr, Gastgewerbe und 847 in sonstigen Wirtschaftsbereichen.

### Einzelhandel
Das Geschäftszentrum Miesbachs verteilt sich auf die drei Platzanlagen in der Altstadt, den Stadtplatz („Oberer Markt“) im Osten unweit der Stadtpfarrkirche, den tiefer gelegenen Marktplatz („Unterer Markt“) im Süden und den Bahnhofplatz am Westrand. Die drei Plätze sind untereinander verbunden durch ein kleinteiliges Netz enger und unübersichtlicher Gassen, wie dem Heimbucherwinkl, dem Manhardtwinkl, dem Marktwinkl und dem Lebzelterberg. Im Oktober 2008 wurde nördlich des Bahnhofs das Einkaufszentrum Oberland Center eröffnet. Der Bahnhofplatz soll in den nächsten Jahren umgestaltet werden; dabei wurde im Jahr 2012 das 2002 faillitierte und architektonisch höchst umstrittene Kaufring-Kaufhaus Sundheimer abgebrochen.

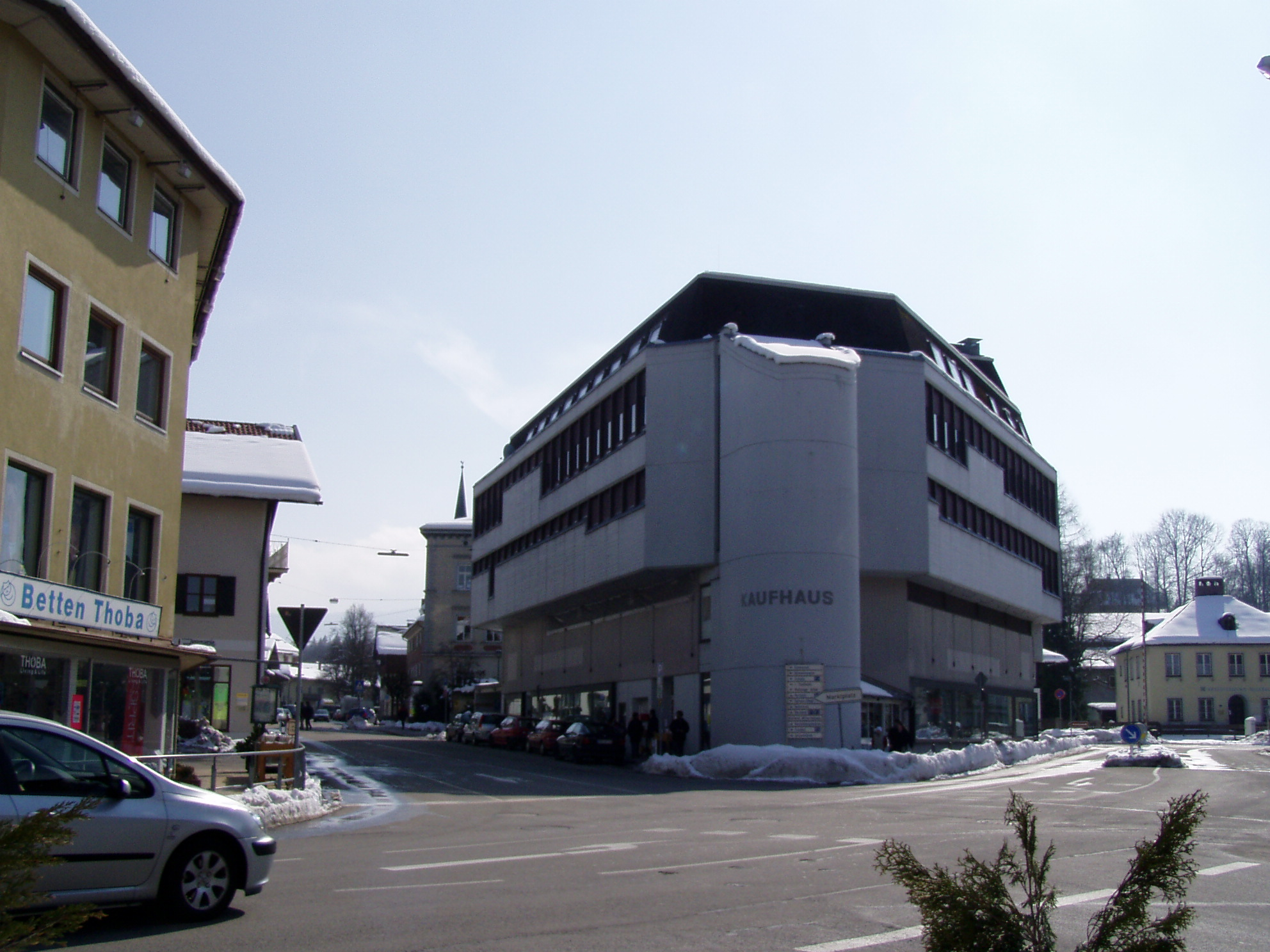
Bahnhofsplatz mit Kaufhaus im Jahr 2004

### Gewerbe und Industrie
2018 gab es laut amtlicher Statistik 12 Betriebe im verarbeitenden und 18 im Bauhauptgewerbe. Bekannt ist unter anderem die Weißbierbrauerei Hopf. Auch Unternehmen der Flugzeug- und Pharmaindustrie sind im Ort angesiedelt.
Im Gemeindeteil Müller am Baum liegen im Mangfalltal die großen Gebäude und Kamine der ehemaligen Papierfabrik PWA/SCA. Das Gelände wurde nach der Schließung 1997 von der IDS Miesbach übernommen, seit 2004 Anlagenbauer für Maschinen der Papierindustrie.

### Land- und Forstwirtschaft
Miesbach ist Mittelpunkt der alpenländischen Vieh- und Milchviehwirtschaft. Im Jahr 2016 bestanden 81 landwirtschaftliche Betriebe mit einer landwirtschaftlich genutzten Fläche von insgesamt 2087 ha, davon waren 2053 ha Dauergrünfläche. Entsprechend seiner Stellung in diesem Wirtschaftsbereich existierte bis Ende des Jahres 2014 eine Land- und Almwirtschaftsschule in Miesbach. Der Unterricht im Bereich Almwirtschaft war dabei eine ausgesprochene Besonderheit. Große Bedeutung hat der 1892 gegründete Zuchtverband, einer der ältesten seiner Art. Die regelmäßigen Ross- und Viehmärkte sind von überregionaler Bedeutung.

### Verkehr

#### Bahnhof
Der Bahnhof Miesbach liegt an der Bahnstrecke Holzkirchen–Schliersee und wird vom Oberland-Netz der Bayerischen Regiobahn (BRB) im Stundentakt mit Zugläufen nach München und Bayrischzell bedient. Die Betriebsanlagen sind bis auf zwei Bahnsteiggleise zurückgebaut; auf dem Gelände des ehemaligen Ladebahnhofs steht seit 2008 ein Einkaufszentrum.

#### ÖPNV
Die Stadt Miesbach ist mit insgesamt sechs Buslinien an das Netz des Münchner Verkehrs- und Tarifverbund (MVV) angebunden. Seit dem 10. Dezember 2023 befindet sich Miesbach in den Tarifzonen 6 und 7 des MVV.
| Linie | Linienverlauf                                                                                         | Verkehrsunternehmen |
| ----- | --- | ------------------- |
| 352   | Leitzach- / Schlierachtal Ringlinie: Miesbach R – Hundham – Fischbachau R – Schliersee R – Miesbach R | RVO                 |
| 354   | Tegernsee R – Gmund (Tegernsee) R – Wall – Miesbach R (- Agatharied R)                                | RVO                 |
| 358   | Tegernsee R – Gmund (Tegernsee) R – Hausham R – Miesbach R – Irschenberg                              | RVO                 |
| 361   | Holzkirchen S R – Darching R – Weyarn – Miesbach R – Schliersee R                                     | RVO                 |
| 363   | Kleinhöhenkirchen – Weyarn – Miesbach R                                                               | RVO                 |
| 367   | Holzkirchen S R – Lochham – Warngau – Wall – Miesbach R                                               | RVO                 |

#### Straßen
Die Stadt ist an die Bundesstraßen 307 und 472 angebunden. Letztere wird auf einer Umgehungsstraße östlich und südlich um die Stadt herumgeführt. Die Bundesstraße 307 beginnt am südlichen Stadtrand. Weiterhin sind die Staatsstraße 2073 Richtung Norden nach Holzkirchen und die Staatsstraße 2010 Richtung Osten ins Leitzachtal und nach Rosenheim von Bedeutung.
Die nächstgelegene Autobahn ist die rund sieben Kilometer nördlich der Stadt verlaufende A 8. Die B 472 führt zur Anschlussstelle Irschenberg (7,5 km) und die Staatsstraße 2073 zur Anschlussstelle Weyarn (10 km).

## Bildung
Es gibt folgende Einrichtungen (Stand 2018/2019):
- sechs Kindertageseinrichtungen mit 448 genehmigten Kindergartenplätzen (von 76 Personen insgesamt 467 Kinder betreut und gefördert, davon 69 unter drei Jahren)
- zwei Grundschulen mit zusammen 22 hauptamtlichen Lehrkräften und 375 Schülern (SJ 2020/2021)[35][36]
- Mittelschule Miesbach mit 24 hauptamtlichen Lehrkräften und 214 Schülern (SJ 2020/2021)[37]
- Gymnasium Miesbach mit 69 hauptamtlichen Lehrkräften und 997 Schülern (SJ 2020/2021)[38]
- Staatliche Berufsoberschule
- Staatl. Fachakademie für Sozialpädagogik
- Staatl. Fachakademie für Ernährungs- und Versorgungsmanagement
- Staatliche Berufsschule
- Berufsfachschulen für Pflege, Altenpflege, Altenpflegehilfe, Kinderpflege, Ernährung und Versorgung

## Persönlichkeiten

### In der Stadt gelebt oder geboren
- Wolf Dietrich von Maxlrain (1523 oder 1524–1586), Reichsherr und Reformator in Waldeck
- Johann Dietmayr (1551–1612), Geistlicher
- Georg Zwerger (17. Jh.), sakraler Baumeister
- Balthasar Ableithner (1614–1705), Bildhauer
- Niklas Lichtenfurtner (1671–nach 1724), Stuckateur
- Johann Baptist Zimmermann (1680–1758), Stuckateur und Maler, lebte von 1705 bis 1715 in Miesbach
- Johann Nepomuck Fischer (1749–1805), Geistlicher und Mathematiker
- Simon Schmid (1760–1840), Geistlicher und Mit-Erfinder der Lithographie
- Ignaz Joseph von Obernberg (1761–1845), Kurfürstlicher Pfleger und Historiker
- Johann Michael Mannhardt (1798–1878), Mechaniker
- Max von Neumayr (1808–1881), leitender Staatsminister unter König Ludwig II., hatte in seiner hiesigen Villa seinen Sommersitz, weswegen er von seinem Freund Franz Graf von Pocci den Beinamen cincinnatus Miesbachiensis erhielt
- Alois Dirnberger (1823–1897), Maler
- Paul von Heyse (1830–1914), Schriftsteller, häufig Sommergast in Miesbach
- August von Rothmund (1830–1906), Augenarzt, hatte hier in seiner Villa seinen Sommersitz
- Angelo Graf von Courten (1848–1925), Maler
- Georg von Vollmar (1850–1922), Politiker, wuchs in Miesbach auf
- Fritz von Weidenbach (1852–1935), Gutsbesitzer von Lichtenau
- Jakob Maier (1854–1929), Kunstmaler, Fotograf und Landwirt
- Max Heimbucher (1856–1946), katholischer Theologe und Ordenshistoriker
- Fritz Freund (1859–1936), Maler, lebte bis zu seinem Tod in Miesbach
- Otto Kammerer (1865–1951), Maschinenbauer, Rektor der Königlichen Technischen Hochschule zu Berlin-Charlottenburg (heute TU Berlin)
- Ludwig Thoma (1867–1921), Schriftsteller, arbeitete für den Miesbacher Anzeiger
- Eduard Stemplinger (1870–1964), Schriftsteller
- Georg Stöger-Ostin (1874–1965), Schriftsteller
- Michael Gasteiger (1877–1957), Schriftsteller und Politiker
- Raimund Jäger (1888–1914), Bildhauer
- Christian Schad (1894–1982), Maler, wurde hier geboren
- Sepp Frank (1889–1970), Maler und Grafiker
- Ernst Assmann (1903–1979), Forstwissenschaftler
- Max Bär (1903–1944), Widerstandskämpfer
- Lothar Cremer (1905–1990), Elektrotechniker und Akustiker
- Toni Babl (1906–1936), Motorradrennfahrer
- Wilhelm Rebay von Ehrenwiesen (1909–2004), Jurist und Kreishauptmann im deutsch besetzten Polen während des Zweiten Weltkrieges
- Rudolf Mayr (1910–1991), Pilot und Polarforscher
- Hans Frick (Landrat) (1911–1945), Landrat
- Max Eham (1915–2008), Kirchenmusiker und Domkapellmeister, im Miesbacher Stadtteil Bergham geboren
- Rudolf Pikola (1916–1970), 1. Bürgermeister und Schriftsteller
- Alexander Freiherr von Branca (1919–2011), Architekt
- Franz Schwarzenböck (1923–2010), Weihbischof in München und Freising, wurde hier geboren.
- Bernhard (* 1932) und Hans-Jochen Vogel (1926–2020), Politiker, verlebten Teile ihrer Kindheit und Jugend im Miesbacher Umland
- Eberhard Schoener (* 1938), Komponist und Dirigent
- Hans-Wolfgang Strätz (* 1939), Rechtswissenschaftler und Rechtshistoriker
- Wolfgang Gröbl (* 1941), Politiker
- Florian Fricke (1944–2001), Musiker, Elektronikmusik-Pionier und Gründer der Band Popol Vuh
- Thomas Cremer (* 1945), Mediziner und Hochschullehrer
- Erich Jooß (1946–2017), Medienpolitiker
- Karl Witti (1947–2022), Zeichner, Kunst- und Theatermaler
- Heinrich Christian Mayr (* 1948), Informatiker und Hochschullehrer
- Franz Rampelmann (* 1951), Schauspieler, geboren 1951 in Hausham
- Ulrike Butz (1954–2000), Fotomodell und Schauspielerin
- Jürgen Zarusky (1958–2019), Historiker
- Leonhard Stärk (* 1959), Vorsitzender des Bayerischen Roten Kreuzes (BRK), lebt in Miesbach.
- Wolfgang Bischof (* 1960), Weihbischof
- Christa Kinshofer (* 1961), Skifahrerin
- Michael Rumrich (* 1965), Eishockeyspieler
- Jürgen Rumrich (* 1968), Eishockeyspieler
- Sascha Dieterich (* 1972), Rechtsanwalt und Sportfunktionär
- Marcus H. Rosenmüller (* 1973), Filmemacher aus Hausham, besuchte 1984–1993 das Gymnasium Miesbach
- Markus Wieland (* 1976), Eishockeyspieler
- Claus von Wagner (* 1977), Kabarettist, in Miesbach aufgewachsen
- Sonja Wiedemann (* 1977), Rennrodlerin
- Markus Busch (* 1981), Eishockeyspieler
- Rosetta Pedone (* 1983), Schauspielerin geboren in Hausham, aufgewachsen und lebt in ihrer Heimatstadt Miesbach
- Florian Busch (* 1985), Eishockeyspieler
- Amelie Kober (* 1987), Snowboard-Fahrerin, startet für den SC Miesbach
- Benedikt Blaskovic (* 1988), Schauspieler, besuchte das Gymnasium Miesbach
- Natalie Geisenberger (* 1988), Rennrodlerin und Olympiasiegerin
- Julian Green (* 1995), Fußballspieler, wuchs in Miesbach auf